# Hamada (pistola)
Hamada Tipo 1 ou Hamada Tipo Automática (式 田 式, Hamada shiki) é a designação de uma pistola semiautomática desenvolvida a partir de 1941 para uso pelo Império do Japão durante a Segunda Guerra Mundial. Desenvolvida por Bunji Hamada, a pistola teve seu design básico baseado no Browning 1910. A produção ocorreu na empresa japonesa de fabricação de armas de fogo, com apenas pequenas alterações feitas à medida que a guerra progredia.
Oito períodos de projeto de produção ocorreram durante a produção da pistola, com todas as alterações feitas no final de 1942 e no início de 1943. Os registros de produção foram destruídos durante a Segunda Guerra Mundial, com poucas pistolas do tipo Hamada conhecidas hoje em dia. A produção do tipo Hamada terminou em fevereiro de 1944.

## Histórico
A importação de armas de fogo estrangeiras cessou no Japão em 1941, aumentando a necessidade de produção doméstica e nacionalizando completamente todas as matérias-primas disponíveis para a fabricação de armas. Incapaz de continuar a produção de armas de caça, Bunji Hamada fundou a Companhia Japonesa de Fabricação de Armas (Nippon Juki Kabushiki Gaisha) e iniciou a produção da pistola do tipo Hamada. Inicialmente, a Hamada Tipo I foi projetada como uma alternativa barata e mais confiável à pistola Nambu de edição padrão, que tinha uma má reputação entre os militares japoneses. A pistola foi projetada como uma cópia do modelo Browning 1910 utilizando o calibre Browning de 7,65 mm, porque as pistolas americanas e européias de pequeno calibre eram populares entre os oficiais japoneses. Cerca de cinco protótipos para a pistola Hamada foram testados pelo Chefe do Departamento de Ordenanças antes da aprovação para adoção em 1941.
A pistola Hamada não leva a denominação tradicional de Tipo 1 (式 式, Isshiki) para o ano civil japonês 2601, semelhante à pistola Tipo 94 Nambu ou revólver Tipo 26, apesar de ter sido oficialmente adotada. A maioria das pistolas Hamada foi enviada com o Exército Imperial Japonês para a China, com algumas unidades transferidas para o Pacífico Sul. Todos os registros de produção foram destruídos durante a Segunda Guerra Mundial por bombardeios no Japão. Estima-se que entre 4.500 e 5.000 pistolas foram fabricadas antes do fim da produção em fevereiro de 1944.